# Ulviks kommun
Ulviks kommun (nynorska: Ulvik herad) är en kommun i landskapet Hardanger i Vestland fylke i västra Norge. Kommunen är en av fyra kommuner i Norge som använder termen herad (härad) i stället för kommune i sitt namn. Centralort är tätorten Ulvik. 
Ulviks kommun gränsar till Voss kommun i väster, Aurlands kommun i norr, Hols kommun i öster samt Eidfjords kommun i söder. År 2005 hade kommunen en folkmängd på 1 163 personer.
Tidigare har kommunen tillhört dåvarande Hordaland fylke.

## Administrativ historik
Granvins kommun upprättades den 1 januari 1838 (som Graven formannskapsdistrikt) när Formannskapslovene från 1837 trädde i kraft. Kommunen omfattade då ett område i den södra delen av nuvarande Voss kommun (större delen av Granvins socken) samt de hela nuvarande kommunerna Ulvik och Eidfjord.
1859 bytte kommunen namn från Granvins kommun till Ulviks kommun.
Den 1 maj 1891 bröts kommunerna Eidfjord och Granvin (Graven) ut ur kommunen som då minskade från 3 759 invånare före delningen till 1 410 invånare efter.
1895 överfördes ett bebott område (med 3 invånare) från Eidfjords kommun till Ulviks kommun.

## Tätorter
I Ulviks kommun finns en tätort:
- Ulvik (centralort)

## Socknar
Inom Norska kyrkan motsvaras Ulviks kommun av Ulviks socken i Hardanger og Voss prosteri i Bjørgvins stift.

## Bilder

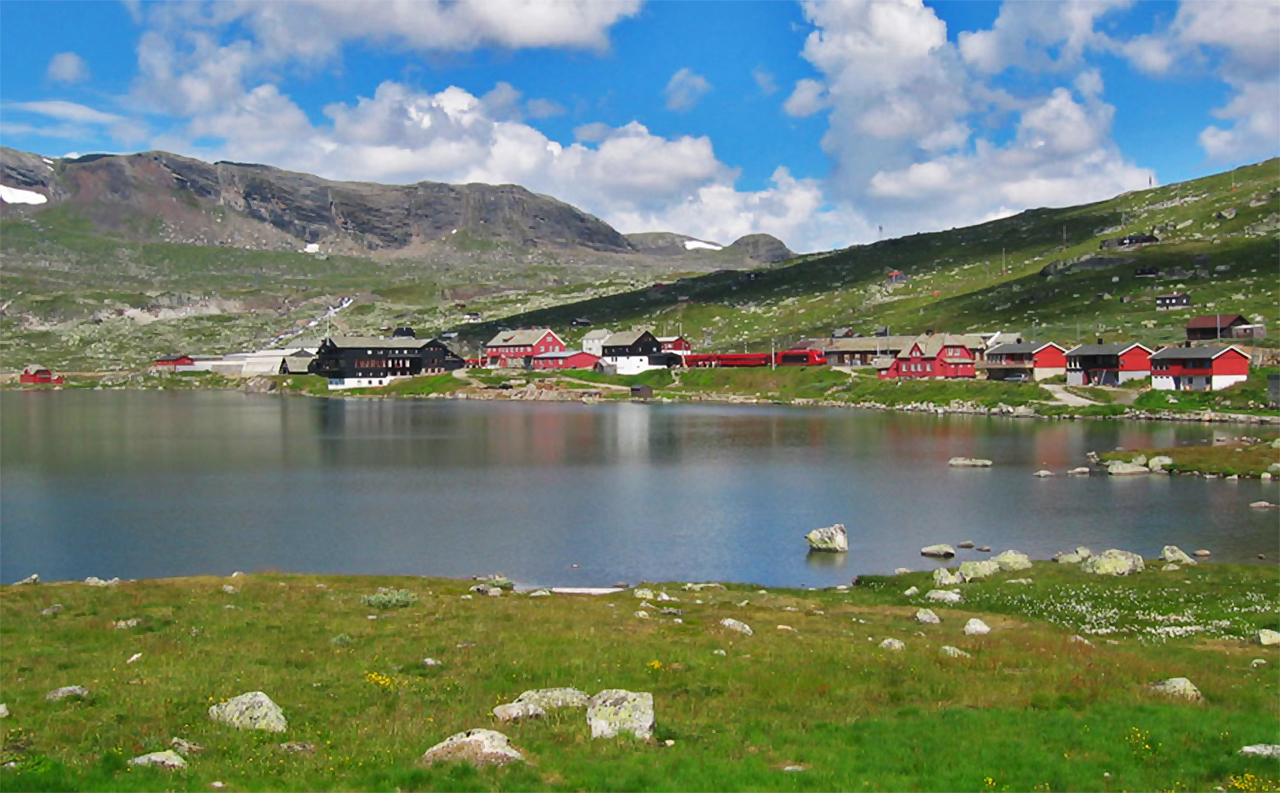
Finse.
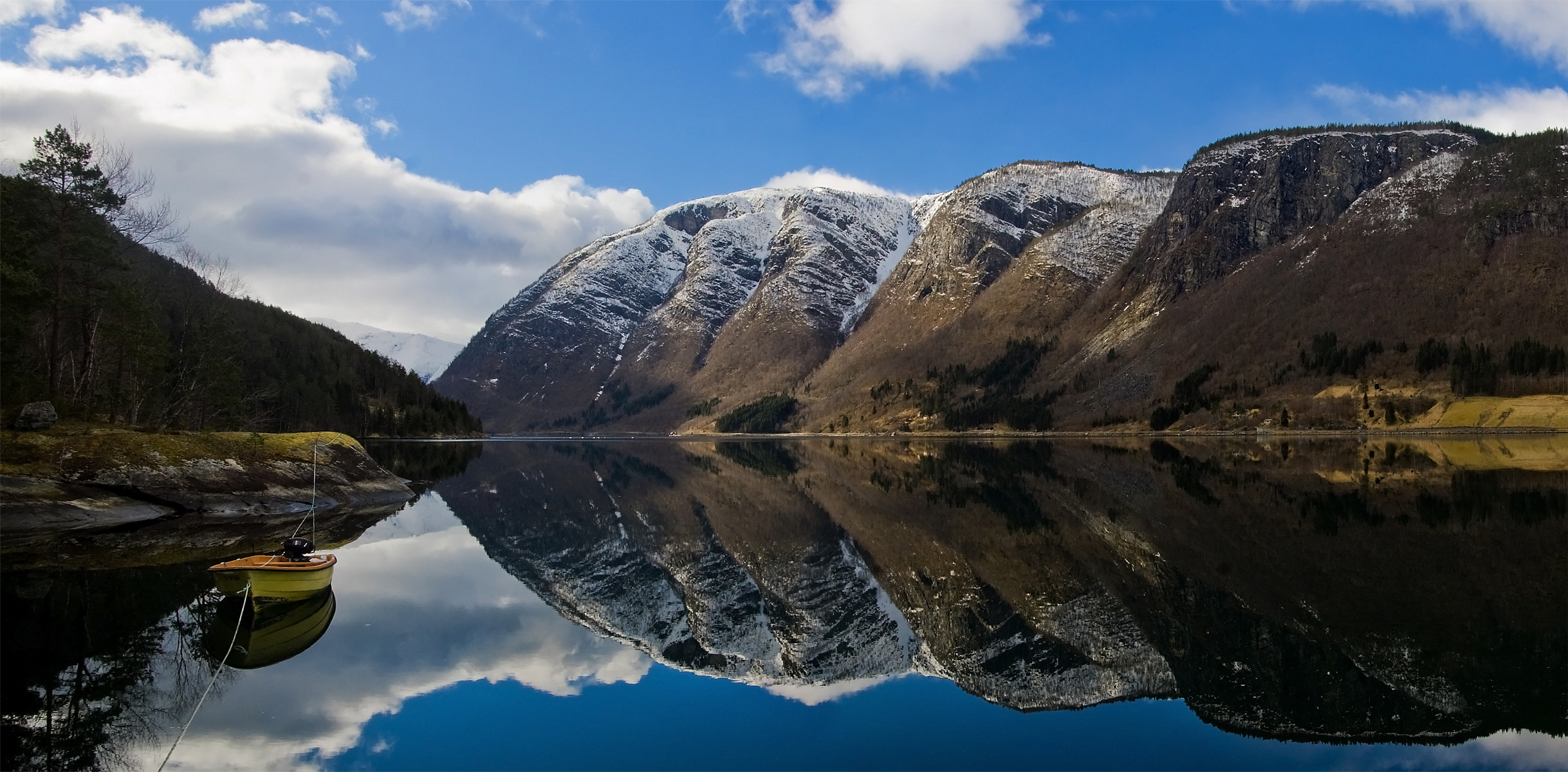
Ulvikafjorden.